# جوانا برادي
جوانا برادي (بالإنجليزية: Johanna Braddy)‏ هي ممثلة أمريكية، ولدت في 30 أغسطس 1987 بأتلانتا في الولايات المتحدة.

## أعمال

### أفلام
- (2009) الحقد 3
- (2010) ايزي ايه[4][5]
- (2011) نشاط خارق 3[6][7]
- (2012) ذا كولكشن

### مسلسلات
- اكذب علي
- ميامي
- عقول إجرامية
- كوانتيكو
- كولد كيس

## وصلات خارجية
- جوانا برادي على موقع IMDb (الإنجليزية)
- جوانا برادي على موقع روتن توميتوز (الإنجليزية)
- جوانا برادي على موقع ألو سيني (الفرنسية)
- جوانا برادي على موقع تيرنر كلاسيك موفيز (الإنجليزية)
- جوانا برادي على موقع أول موفي (الإنجليزية)
- جوانا برادي على موقع قاعدة بيانات الأفلام السويدية (السويدية)
- جوانا برادي على موقع قاعدة بيانات الفيلم (الإنجليزية)
- جوانا برادي على موقع كينوبويسك (الروسية)